# Andreas Angerstein

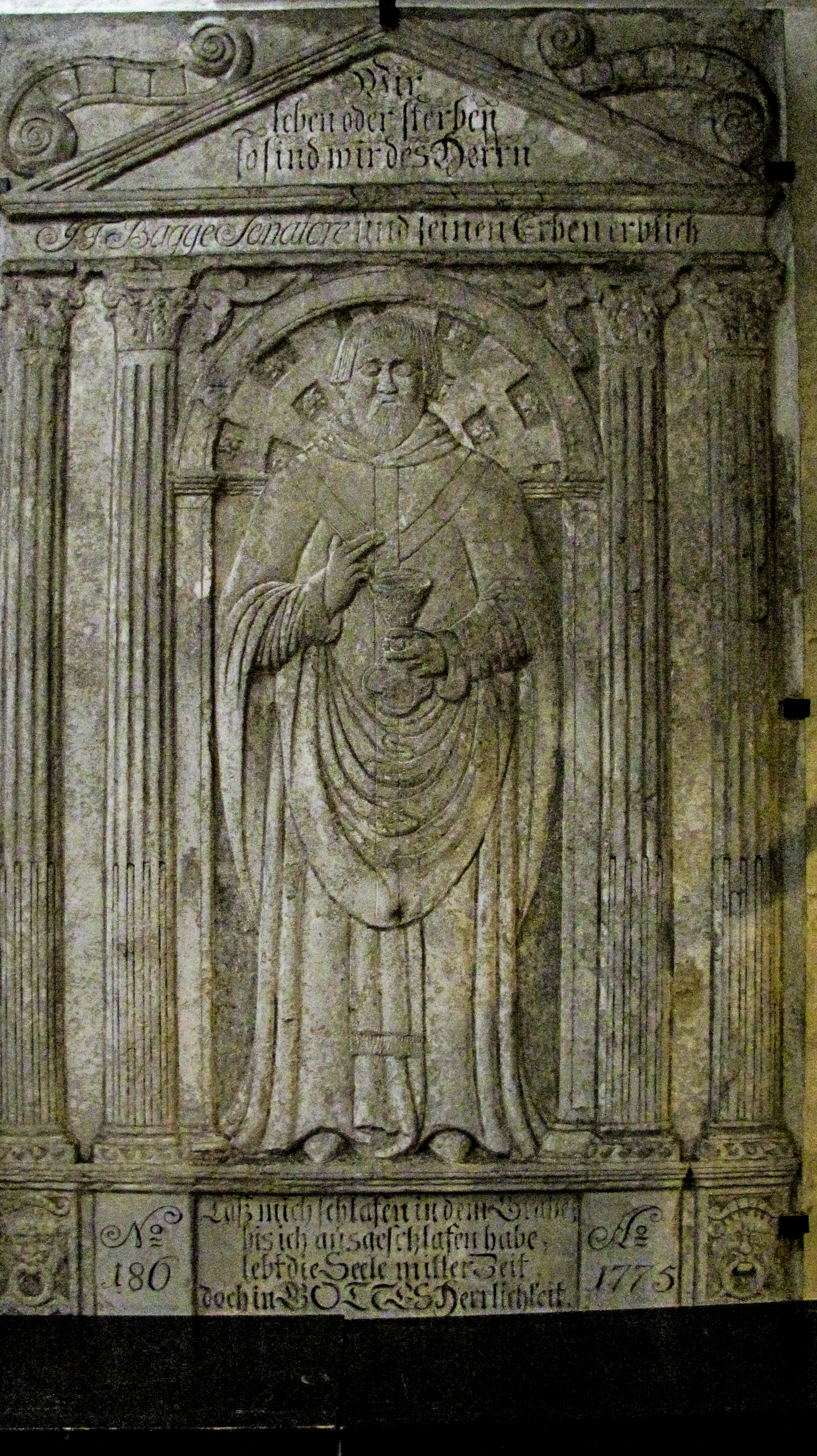
Grabplatte Andreas Angerstein im Lübecker Dom

Andreas Angerstein (* in Nörten; † 4. Oktober 1570 in Lübeck) war ein deutscher römisch-katholischer Geistlicher, Domherr und ab 1561 Domdechant in Lübeck.

## Leben
Angerstein war Magister und Lizentiat. Er war zunächst Kanoniker, dann ab 1547 Propst des Petersstifts in Nörten, wo er als einer der wenigen Pröpste auch bis 1556 tatsächlich residierte. Er war Domherr in Ratzeburg und Kanoniker am Kollegiatstift der Liebfrauenkirche von Halberstadt. Am Lübecker Dom erhielt er 1545 das Anrecht auf die Präbende des Gottschalk Eriksen. Am 28. Februar 1561 wählte ihn eine relative Mehrheit des Domkapitels zum Domdekan als Nachfolger von Johannes Tiedemann. Er hielt an der alten Lehre fest und reiste mehrfach nach Rom; residierte aber von 1556 bis zu seinem Tod in Lübeck. Als 1562 Herzog Christoph zu Mecklenburg mit 25 Jahren als Administrator selbst die Regierung des Bistums Ratzeburg übernahm, ernannte er Angerstein und den Ratzeburger Domdechanten Lorenz Schack zu seinen Statthaltern – in der Hoffnung, dass Angerstein ihm helfen würde, auch in Lübeck nach dem Tod von Johannes Tiedemann Bischof zu werden. Da aber Eberhard von Holle schon Koadjutor war, hatte dieser das Recht der Nachfolge und so konnte Angerstein nichts für Herzog Christoph tun.
Angerstein starb durch Ertrinken. In seinem 1566 aufgesetzten Testament bedachte er seine Haushälterin, die aus Köln stammende Witwe Anna Strunken, die ihn seit 1546 versorgte, für den Fall, dass sie Kinder von ihm erziehen sollte; seine Bibliothek teilte er auf: sein Vetter, der Domherr Ernst Uthermolen, erhielt die juristischen Werke und die Literatur in artibus; die theologische Literatur vermachte er dem Petersstift in Nörten. In dessen Stiftskirche, in der er getauft worden war, sollte an jedem Freitag eine Heilige Messe zu seinem Gedächtnis gehalten werden.
Er wurde im Lübecker Dom unter einer monumentalen (334 × 194 cm großen) Figurengrabplatte beigesetzt, die in einer Renaissance-Rundbogennische die Standfigur des Verstorbenen im traditionellen Messgewand und einen Kelch segnend zeigt. Nachnutzer der Grabplatte im Dom war der Lübecker Ratsherr Johann Friedrich Bagge. Sie ist heute unter dem Norderturm gegenüber dem Aufgang zur Orgel aufgerichtet. Die Angerstein- oder Bagge-Kapelle wird heute als Sakristei genutzt.
Zu seinem Nachfolger als Domdekan wählte das Kapitel den früheren Auditor der Rota Romana, Johannes Holthusen.